# Algeciras (Colombia)
Algeciras è un comune della Colombia facente parte del dipartimento di Huila.
Il centro abitato venne fondato da Miguel e Gabriel Perdomo Buendia nel 1820, mentre l'istituzione del comune è dell'8 aprile 1924.